# Altınyaprak, Ekinözü
Altunyaprak là một xã thuộc huyện Ekinözü, tỉnh Kahramanmaraş, Thổ Nhĩ Kỳ. Dân số thời điểm năm 2010 là 341 người.